# Thermoleophilum minutum
Thermoleophilum minutum es una  especie de bacteria del género Thermoleophilum. Fue descrita en el año 1986. Su etimología hace referencia a pequeño. Se tiñe como gramnegativa, siendo una excepción del filo Actinomycetota. Es aerobia, inmóvil y termófila. Tiene un tamaño de 1,5 μm de largo. Catalasa positiva. Temperatura de crecimiento entre 45-70 °C, óptima de 60 °C. Tiene un contenido de G+C de 70%. Se ha aislado de fuentes termales en Yellowstone, Estados Unidos.